# 巴拿馬無鬚鱈
巴拿馬無鬚鱈，為輻鰭魚綱鱈形目無鬚鱈科的其中一種，分布於東太平洋美國加州至哥倫比亞海域，為深海魚類，深度80-523公尺，體長可達40公分，棲息在大陸棚底層水域，會進行垂直性洄游，生活習性不明，可做為食用魚。

## 扩展阅读
維基物種上的相關：巴拿馬無鬚鱈